# Wahab Akbar
Wahab Akbar (Nació el 16 de abril de 1960 - murió el 13 de noviembre de 2007) fue un político filipino, gobernador de Basilán. Más tarde elegido congresista por el distrito de Basilan solos en la Cámara de Representantes, Akbar fue uno de 4 personas muertas en un ataque con bombas en la Batasang Pambansa. 

## Vida
Wahab Akbar nació en Lantawan, Filipinas, donde su padre, Hadji Mohtamad Salajin. Estudió la agricultura Gregorio Araneta University (ahora De La Salle Araneta University), pero no el final. Un miembro del Partido Liberal, Akbar fue elegido por primera vez gobernador de Basilan, en el 1998 las elecciones. Fue reelegido en 2001 y 2004. 
Fue sospechoso de tener vínculos con el Abu Sayyaf, un grupo extremista islámico vinculado a Al Qaeda, con algunos informes, incluso alegando que él era uno de los miembros fundadores.
El 13 de noviembre de 2007, Akbar murió en la Far Eastern University - Nicanor Reyes Medical Foundation Medical Center.
- Datos: Q2157713